# Tumor de Buschke-Löwenstein
O tumor de Buschke–Löwenstein ou condiloma acuminado gigante é um tumor raro de origem nos epitélios epidermoides caraterizado pelo seu tamanho e histologia. É um carcinoma verrucoso epidermoide com origem no HPV em 99% dos casos, possuindo coilócitos e núcleo atípico com perda de estrutural, além de outros carcinomas deste tipo de menor dimensão. Aparece, essencialmente, nas regiões perineais.